# Saint-Germain-des-Angles
Saint-Germain-des-Angles é uma comuna francesa na região administrativa da Normandia, no departamento de Eure. Estende-se por uma área de 1,81 km². Em 2010 a comuna tinha 171 habitantes (densidade: 94,5 hab./km²).